# 리볼버

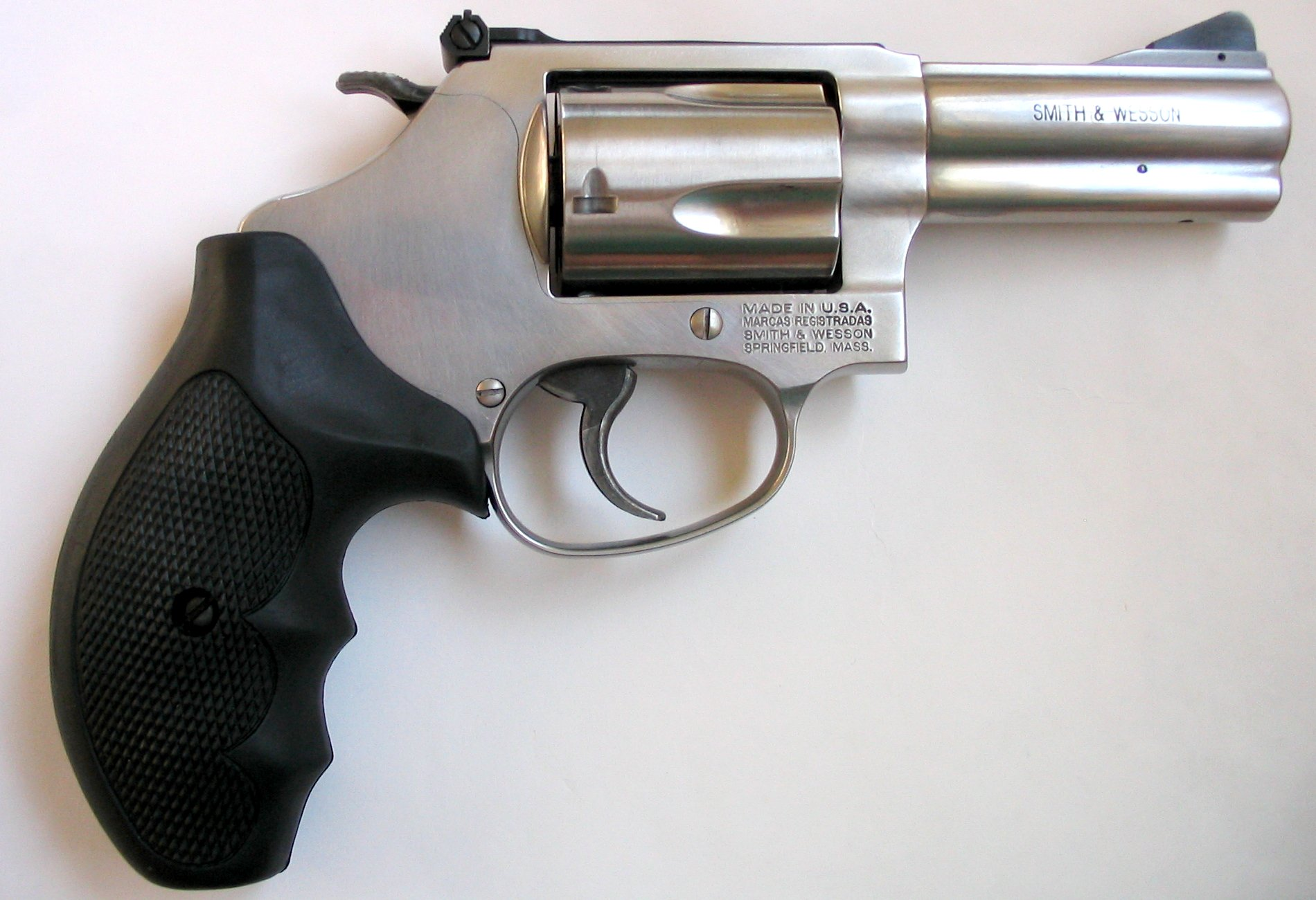
스미스 & 웨슨 모델 60

리볼버(영어: revolver, wheel gun) 또는 육혈포(六穴砲, 영어: six shooter, 문화어: 나간권총)는 보통 총알들이 회전하는 실린더가 있는 권총을 말한다. 싱글액션과 더블액션 리볼버로 나뉜다.
1836년 다니엘 리빗 또는 새뮤얼 콜트에 의해 발명되었다고 전해지나 발명자가 누구인지는 명확하지 않다.
싱글액션 리볼버의 경우 격발하기 위해서는 해머를 손으로 코킹(뒤로 젖히는 것)시킨 다음 방아쇠를 당긴다. 방아쇠를 당기면 실린더가 회전하고, 회전이 끝나는 시점에 해머가 전진하면서 격발된다. 하지만 싱글액션도 연사를 할 수 있다. 방아쇠를 당긴 상태로 여러 번 코깅을 하면 해머가 바로 당겨져 연사가 가능하다.
더블액션 리볼버의 경우 해머를 손으로 코킹시킬 필요가 없다. 방아쇠를 당기는 힘으로 해머의 코킹과 실린더의 회전이 동시에 이루어지기 때문이다. 그러나 방아쇠압이 강하다.

## 저명한 제조사
- 콜트 제조회사
- 엔필드 조병창
- 에르스탈 국립공장
- Taurus Firearms

## 같이 보기
- 권총
- 스너비
- 데린저
- 러시안 룰렛
- AK소총
- 칼라시니코프소총
- 피스톨
- 권총 목록